# Половая щель
Половая щель (также срамная щель, лат. rima pudendi) — щелевидное отверстие между большими половыми губами, ведущее в преддверие влагалища.
Передняя поверхность малого таза образует равносторонний треугольник, обращённый вершиной вниз — лобок или лонный треугольник. Сверху он ограничен нижней границей живота, с боков — внутренней поверхностью бёдер. У женщины его обращённая вниз вершина образована передней поверхностью больших половых губ и соответственно им расщеплена надвое, образуя половую щель, являющуюся входом в её родовые и мочевыводящие пути.

## Анатомия
- Расположение: Половая щель расположена в области малого таза. Передняя поверхность малого таза образует равносторонний треугольник, известный как лобок или лонный треугольник. Этот треугольник ограничен сверху нижней границей живота, а с боков — внутренней поверхностью бёдер.
- Формирование: У женщин треугольник лобка, обращённый вниз, образован передней поверхностью больших половых губ. Эти губы разделяются на две части, формируя половую щель, которая служит входом в родовые и мочевыводящие пути.

## Функции
- Репродуктивная: Половая щель играет важную роль в половой функции, открывая вход во влагалище, что делает возможным такие процессы, как выделение менструаций, половой акт и роды.
- Выделительная: Половая щель открывает вход в мочеиспускательный канал, что позволяет осуществлять мочеиспускание.

## Состояния
Анатомические аномалии: Некоторые женщины могут иметь анатомические аномалии, такие как сращение половых губ или аномальные образования, которые могут требовать медицинского вмешательства.
- Гигиена: Регулярная гигиена половой области важна для предотвращения инфекций и поддержания здоровья. Использование мягких моющих средств и ношение дышащего белья могут способствовать поддержанию здоровья половой щели.
- Медицинские осмотры: Регулярные медицинские осмотры и консультации с гинекологом помогут в своевременном выявлении и лечении любых проблем, связанных с половой щелью и половой системой в целом.